# 2. Damenbundesliga 2011 (Football)
Die 2. Damenbundesliga 2011 war die vierte Saison der zweithöchsten Spielklasse im American-Football in Deutschland für Frauen seit ihrer Neugründung.
Im Finale gewannen die Mainz Golden Eagles Ladies gegen die Bochum Miners 24:7.
Obwohl üblicherweise nur der Finalsieger das Aufstiegsrecht zur 1. Damenbundesliga erhält, wechselten neben Mainz auch die Kiel Baltic Hurricanes Ladies und Bochum Miners in die erste Spielklasse, um dort die Mannschaftsdichte zu erhöhen.

## Modus
Die Spiele werden mit 9 gegen 9 Spielerinnen ausgetragen (mindestens 5 an der LOS) und haben eine Dauer von 4 × 8 Minuten. Am Spieltag müssen die Teams mindestens jeweils 13 spielfähige Spielerinnen antreten lassen.
In der Saison 2011 treten insgesamt acht Teams in zwei getrennten Gruppen an (je vier pro Gruppe). Jede dieser Gruppen trägt ein doppeltes Rundenturnier aus, wobei jedes Team einmal das Heimrecht genießt. Nach jeder Partie erhält die siegreiche Mannschaft zwei und die besiegte null Punkte. Bei einem Unentschieden erhält jede Mannschaft einen Punkt. Die Punkte des Gegners werden als Minuspunkte gerechnet. Nach Beendigung des Rundenturniers wird eine Rangliste ermittelt, bei der zunächst die Anzahl der erzielten Punkte entscheidend ist. Bei Punktgleichheit entscheidet der direkte Vergleich.
Nach den Rundenturnieren kämpfen die jeweils zwei bestplatzierten Mannschaften in zwei Play-off-Runden um den Aufstieg in die 1. Damenbundesliga (DBL).
In den Play-offs um den Aufstieg wird über Kreuz gespielt. Das heißt, der Gruppenerste spielt gegen den Zweiten der jeweils anderen Gruppe in einem Halbfinale. Entsprechend spielt der Gruppenzweite gegen den Ersten der jeweils anderen Gruppe. Hierbei genießen die Gruppenersten jeweils Heimrecht. Die siegreichen Teams treten im Finale gegeneinander an.

## Teams
In der Gruppe A haben die folgenden Teams am Ligabetrieb teilgenommen:
- Hamburg Blue Devilyns
- Kiel Baltic Hurricanes Ladies (vorher als Kiel Baltic Witches)[4]
- Spandau Bulldogs Ladies
- Wolfenbüttel Black Widows

In der Gruppe B haben die folgenden Teams am Ligabetrieb teilgenommen:
- Bochum Miners
- Dresden Diamonds (Absteiger aus der DBL)
- Mainz Golden Eagles Ladies
- Stuttgart Scorpions Sisters

## Saisonverlauf
Die Saison 2011 begann am 8. Mai 2011 mit einem Eröffnungsspiel der Spandau Bulldogs Ladies gegen die Kielerinnen, die seit dieser Saison nicht mehr Baltic Witches, sondern Baltic Hurricanes Ladies heißen. Wie im Vorjahr nahmen insgesamt acht Teams in zwei Gruppen an der Liga. Die Neuss Frogs Ladies, die sich kurz vorher aus der Liga zurückziehen mussten, wurden von den Dresden Diamonds aus der 1. Liga ersetzt.
Nach dem vierten Spieltag zogen sich die Hamburg Blue Devilyns aufgrund Personalmangels aus dem laufenden Spielbetrieb zurück. Außerdem musste das Rückspiel der Kiel Baltic Hurricanes Ladies gegen die Wolfenbüttel Black Widows ausfallen.
In der A-Gruppe werden die Wolfenbüttel Black Widows ungeschlagen zum dritten Mal in Folge Gruppensieger. Das Halbfinale verlieren sie mit 13:18 gegen die Bochum Miners. Gruppenzweite wurden die Kiel Baltic Hurricanes Ladies.
In Gruppe B gewinnen die Mainz Golden Eagles Ladies ungeschlagen vor den Bochum Miners. Im Halbfinale stehen sie den Spandau Bulldogs Ladies gegenüber, da die Kielerinnen auf die Teilnahme verzichtet hatten. Da das Spiel von Seiten der Bulldogs abgesagt wurde, folgte eine Spielwertung von 20:0 für Mainz.
Das Finale fand am 11. September 2011 statt und wie im Vorjahr spielten die Mainz Golden Eagles Ladies gegen die Bochum Miners, dieses Jahr allerdings mit Heimrecht für Mainz. Die Mainzerinnen, die bis zum letzten Viertel keine Gegenpunkte kassierten, gewannen das Spiel mit 24:7.

### Abschlusstabellen
| Gruppe A | Gruppe A                      | Gruppe A | Gruppe A | Gruppe A | Gruppe A | Gruppe A | Gruppe A |    | Gruppe B                    | Gruppe B | Gruppe B | Gruppe B | Gruppe B | Gruppe B | Gruppe B | Gruppe B |
| #        | Team                          | Punkte   | Sp       | S        | U        | N        | TD-Pkt.  | #  | Team                        | Punkte   | Sp       | S        | U        | N        | TD-Pkt.  |          |
| -------- | ----------------------------- | -------- | -------- | -------- | -------- | -------- | -------- | -- | --------------------------- | -------- | -------- | -------- | -------- | -------- | -------- | -------- |
| 1.       | Wolfenbüttel Black Widows     | 10:00    | 5        | 5        | 0        | 0        | 138:180  | 1. | Mainz Golden Eagles Ladies  | 10:2     | 6        | 6        | 0        | 0        | 155:640  |          |
| 2.       | Kiel Baltic Hurricanes Ladies | 06:40    | 5        | 3        | 0        | 2        | 062:680  | 2. | Bochum Miners               | 06:6     | 6        | 3        | 0        | 3        | 087:106  |          |
| 3.       | Spandau Bulldogs Ladies       | 06:60    | 6        | 3        | 0        | 3        | 093:440  | 3. | Stuttgart Scorpions Sisters | 04:8     | 6        | 2        | 0        | 4        | 104:115  |          |
| 4.       | Hamburg Blue Devilyns         | 00:12    | 6        | 0        | 0        | 6        | 012:175  | 4. | Dresden Diamonds            | 04:8     | 6        | 2        | 0        | 4        | 057:118  |          |

Erläuterung: = Qualifikation für die Play-offs, Stand: 12. Oktober 2011 (Saisonende)
- Tie-Break: Stuttgart gewinnt direkten Vergleich gegen Dresden (46:42)

### Play-offs
|  | Halbfinale | Halbfinale                 | Halbfinale |  |  | Finale | Finale                     | Finale |
|  |            |                            |            |  |  |        |                            |        |
|  |            |                            |            |  |  |        |                            |        |
|  | N1         | Mainz Golden Eagles Ladies | 20*        |  |  |        |                            |        |
|  | A3         | Spandau Bulldogs Ladies    | 0*         |  |  |        |                            |        |
|  |            |                            |            |  |  | B1     | Mainz Golden Eagles Ladies | 24     |
|  |            |                            |            |  |  | B2     | Bochum Miners              | 7      |
|  | A1         | Wolfenbüttel Black Widows  | 13         |  |  |        |                            |        |
|  | B2         | Bochum Miners              | 18         |  |  |        |                            |        |
|  |            |                            |            |  |  |        |                            |        |

* abgesagt/Wertung

#### Halbfinale
|                       |            |  |                            |                          |                         |  |  |
|                       | 20.08.2011 |  | Mainz Golden Eagles Ladies | \| \| 20 : 0 \| \| \| \| | Spandau Bulldogs Ladies |  |  |
| Abgesagt/Spielwertung | 20.08.2011 |  | Mainz Golden Eagles Ladies |                          | Spandau Bulldogs Ladies |  |  |
|                       | 20 : 0     |  |                            |                          |                         |  |  |
|                       |            |  |                            |                          |                         |  |  |

|                      |                                   |  |                           |                           |               |  |                    |
|                      | Wolfenbüttel 21.08.2011 15:00 Uhr |  | Wolfenbüttel Black Widows | \| \| 13 : 18 \| \| \| \| | Bochum Miners |  | Lessingsrealschule |
| (0:6, 7:6, 6:0, 0:6) | Wolfenbüttel 21.08.2011 15:00 Uhr |  | Wolfenbüttel Black Widows |                           | Bochum Miners |  | Lessingsrealschule |
|                      | 13 : 18                           |  |                           |                           |               |  |                    |
|                      |                                   |  |                           |                           |               |  |                    |

#### Finale
|              |                            |  |                            |                          |               |  |                     |
|              | Mainz 11.09.2011 15:00 Uhr |  | Mainz Golden Eagles Ladies | \| \| 24 : 7 \| \| \| \| | Bochum Miners |  | Auf der langen Lein |
| Spielbericht | Mainz 11.09.2011 15:00 Uhr |  | Mainz Golden Eagles Ladies |                          | Bochum Miners |  | Auf der langen Lein |
|              | 24 : 7                     |  |                            |                          |               |  |                     |
|              |                            |  |                            |                          |               |  |                     |